# Cape Canaveral Air Force Station Lanceercomplex 1

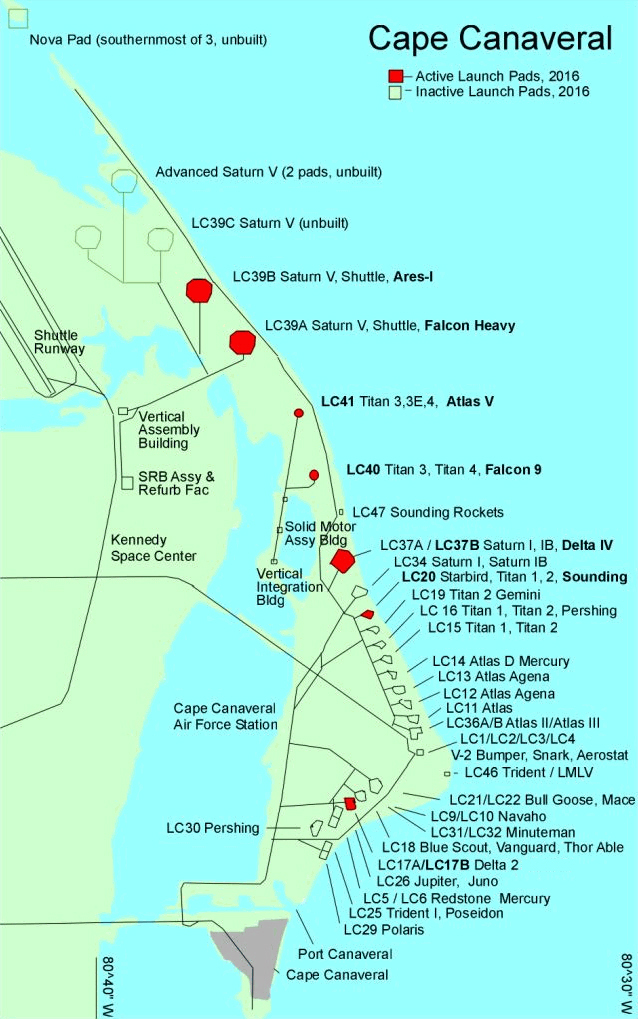
Lanceercomplexen bij Cape Canaveral Air Force Station

Lanceercomplex 1 (LC1) is een gedeactiveerde lanceerplaats die is gevestigd op de Cape Canaveral Space Force Station.
LC1 werd gevestigd op het oostelijke uiteinde van het toenmalige Cape Canaveral Air Force Station samen met lanceercomplexen 2,3 en 4 en werd oorspronkelijk geconstrueerd in de vroege jaren 50 voor het Snarkprogramma.
De eerste lancering vond plaats op 13 januari 1955. Het complex werd gebruikt tot 5 december 1960 voor 66 lanceringen van het Snark-kernwapenprogramma en werd later gebruikt voor het Mercury-project. In de jaren 80 werd de lanceerplaats voor het laatst gebruikt voor de radarmissies van de Aerostatballon.
De hoek van de baan lag tussen de 28° en 57°.
Anno 2025 worden complexen 1 t/m 4 en de omgeving daarvan door Blue Origin gebruikt voor opslag van materialen die met het nabijgelegen actieve lanceercomplex LC-36 vandoen hebben.